# Nils Aaness
Nils Egil Aaness (31. ledna 1936 Andenes – 24. prosince 2024) byl norský rychlobruslař.
Prvního světového šampionátu se zúčastnil v roce 1959. O rok později startoval na Zimních olympijských hrách 1960, kde na trati 500 m skončil na 24. místě. Jeho nejúspěšnější sezónou byl ročník 1962/1963, kdy vyhrál Mistrovství Evropy a získal bronzovou medaili na Mistrovství světa. Na ZOH 1964 byl šestnáctý na distanci 1500 m. Poslední závody absolvoval na začátku roku 1965.
V roce 1963 získal cenu Oscara Mathisena.
Zemřel 24. prosince 2024 ve věku 88 let.